# 藤本勝巳
藤本 勝巳（ふじもと かつみ、1937年8月8日 - ）は、和歌山県出身の元プロ野球選手（内野手、外野手）。

## 経歴

### プロ入り前
和歌山県立南部高等学校では、控え投手として1954年春季近畿大会県予選決勝に進むがエース前岡勤也を擁する新宮高に逆転負け。同年秋季近畿大会県予選でも準決勝に進むが、日高高に敗退した。

### 現役時代
1955年に各球団の注目の的であった前岡勤也をマークしていた青木一三スカウトが、藤本の将来性に目を付け入団交渉。卒業後の1956年に投手として大阪タイガースに入団するが、すぐに外野手に転向。
1957年は右ひじ骨折のケガがありながらも61試合に出場し、9月には渡辺博之に代わり一塁手の定位置を得る。1958年は開幕から六番打者として起用され、124試合に出場し、初めて規定打席（打率.225、リーグ25位）に達する。同年5月28日の大洋戦では1試合3失策を犯している。
1959年は四番打者に定着。6月25日の天覧試合では、6回表に藤田元司から試合を一時引っ繰り返す逆転2点本塁打を放つが、その後同点に追いつかれ、9回裏に長嶋茂雄がサヨナラ本塁打を放ち、藤本はヒーローになり損ねている。また、同年にはオールスターゲームにファン投票で選抜されるも、7月25日の対広島カープ戦で大石清から顔面に死球を受けて入院したため、出場できなかった。シーズンでは打率.278（リーグ9位）、24本塁打の好記録を残し、ベストナインに選ばれる。1960年は遠井吾郎に一塁手を任せ、開幕から右翼手に回るが打撃は好調。シーズン後半には一塁手に戻り、森徹らを抑えて本塁打王（22本塁打）、打点王（76打点）の二冠を獲得した。
1961年は打率.300（リーグ3位）の好記録を残し、自身2度目のベストナインに選ばれる。1962年も中心打者として初のリーグ優勝に貢献し、東映フライヤーズとの日本シリーズでは全7戦に四番打者として出場。チームは敗退したが33打数11安打2本塁打6打点と活躍した。同年10月25日に島倉千代子と婚約。テレビで島倉の容姿に惚れた藤本が、新聞記者から島倉の自宅電話番号を聞き出し、島倉に直接電話をかけてデートに誘ったのが交際のきっかけとされる。
しかし、1963年になると打撃不振に陥り、8月には故障もあり欠場、遠井に一塁手のレギュラーを明け渡す。同年12月5日に島倉千代子と結婚した（媒酌は藤本定義夫妻）。1964年は遠井と併用され2度目のリーグ優勝を果たすが、南海ホークスとの日本シリーズでは3試合に代打で起用されるにとどまる。1965年も遠井との定位置争いが続くが、翌1966年以降は出場機会が減少。1967年の最終戦に一塁手、五番打者として先発出場した後、同年限りで現役引退。

### 引退後
引退後は1968年1月に大阪市心斎橋にクラブ「藤」を開店するが、同年5月に島倉と離婚。1970年11月に佳代子夫人と再婚し、翌1971年9月からスナック「ジャガー」を経営した。

## 選手としての特徴
荒削りだが、バットの真芯で捉えた打球はピンポン球のように弾む、抜群の腕力から放つ本塁打が魅力だった。藤本定義からは「一見して不器用に見えるが実は身体は軟らかく、バッティングがナイーブ」と評された。

## 人物
1957年に巨人戦で安打を打って一塁に立った際、川上哲治から「この世界で悔いのないようにやりなさい」と声をかけられる。藤本はこれに対して直立不動で大声で「ハイッ！ありがとうございますッ！」と答え、以来「悔いのない人生」を座右の銘とした。

## 詳細情報

### 年度別打撃成績
| 年 度      | 球 団      | 試 合 | 打 席 | 打 数 | 得 点 | 安 打 | 二 塁 打 | 三 塁 打 | 本 塁 打 | 塁 打 | 打 点 | 盗 塁 | 盗 塁 死 | 犠 打 | 犠 飛 | 四 球 | 敬 遠 | 死 球 | 三 振 | 併 殺 打 | 打 率 | 出 塁 率 | 長 打 率 | O P S |
| ---------- | ---------- | ----- | ----- | ----- | ----- | ----- | -------- | -------- | -------- | ----- | ----- | ----- | -------- | ----- | ----- | ----- | ----- | ----- | ----- | -------- | ----- | -------- | -------- | ----- |
| 1956       | 大阪 阪神  | 2     | 2     | 2     | 1     | 1     | 1        | 0        | 0        | 2     | 0     | 0     | 0        | 0     | 0     | 0     | 0     | 0     | 1     | 0        | .500  | .500     | 1.000    | 1.500 |
| 1957       | 大阪 阪神  | 61    | 147   | 140   | 13    | 35    | 3        | 1        | 8        | 64    | 24    | 1     | 1        | 0     | 1     | 5     | 0     | 0     | 32    | 4        | .250  | .274     | .457     | .731  |
| 1958       | 大阪 阪神  | 124   | 410   | 378   | 35    | 85    | 14       | 2        | 16       | 151   | 49    | 2     | 4        | 0     | 4     | 27    | 5     | 1     | 83    | 11       | .225  | .276     | .399     | .675  |
| 1959       | 大阪 阪神  | 127   | 502   | 450   | 54    | 125   | 19       | 4        | 24       | 224   | 81    | 4     | 4        | 0     | 5     | 45    | 4     | 2     | 63    | 8        | .278  | .343     | .498     | .840  |
| 1960       | 大阪 阪神  | 119   | 474   | 413   | 56    | 104   | 17       | 3        | 22       | 193   | 76    | 3     | 1        | 1     | 5     | 53    | 8     | 2     | 69    | 8        | .252  | .336     | .467     | .803  |
| 1961       | 大阪 阪神  | 108   | 421   | 370   | 36    | 111   | 16       | 2        | 8        | 155   | 41    | 6     | 3        | 0     | 4     | 46    | 4     | 1     | 58    | 10       | .300  | .375     | .419     | .794  |
| 1962       | 大阪 阪神  | 121   | 475   | 429   | 44    | 110   | 13       | 1        | 15       | 170   | 57    | 0     | 0        | 0     | 2     | 40    | 4     | 3     | 66    | 11       | .256  | .323     | .396     | .719  |
| 1963       | 大阪 阪神  | 61    | 204   | 175   | 12    | 38    | 3        | 0        | 5        | 56    | 15    | 0     | 1        | 0     | 3     | 24    | 0     | 2     | 24    | 8        | .217  | .314     | .320     | .634  |
| 1964       | 大阪 阪神  | 83    | 214   | 177   | 19    | 50    | 6        | 0        | 7        | 77    | 34    | 2     | 2        | 0     | 3     | 34    | 2     | 0     | 36    | 5        | .282  | .393     | .435     | .828  |
| 1965       | 大阪 阪神  | 110   | 319   | 290   | 23    | 65    | 14       | 0        | 5        | 94    | 29    | 3     | 3        | 0     | 2     | 23    | 0     | 4     | 55    | 9        | .224  | .288     | .324     | .613  |
| 1966       | 大阪 阪神  | 66    | 119   | 100   | 6     | 21    | 6        | 0        | 1        | 30    | 9     | 1     | 0        | 0     | 0     | 18    | 0     | 1     | 30    | 1        | .210  | .336     | .300     | .636  |
| 1967       | 大阪 阪神  | 51    | 62    | 55    | 4     | 11    | 1        | 0        | 2        | 18    | 5     | 0     | 0        | 0     | 0     | 7     | 1     | 0     | 18    | 0        | .200  | .290     | .327     | .618  |
| 通算：12年 | 通算：12年 | 1033  | 3349  | 2979  | 303   | 756   | 113      | 13       | 113      | 1234  | 420   | 22    | 19       | 1     | 29    | 322   | 28    | 16    | 535   | 75       | .254  | .327     | .414     | .741  |

- 各年度の太字はリーグ最高
- 大阪（大阪タイガース）は、1961年に阪神（阪神タイガース）に球団名を変更

### タイトル
- 本塁打王：1回 （1960年）
- 打点王：1回 （1960年）

### 表彰
- ベストナイン：2回 （一塁手部門：1959年、1961年）

### 背番号
- 53 （1956年 - 1957年）
- 5 （1958年 - 1967年）

### 登録名
- 藤本 克巳 （ふじもと かつみ、1956年 - 1957年）
- 藤本 勝巳 （ふじもと かつみ、1958年 - 1967年）